# Ancohuma
Ancohuma (ajmara: Janq'u Uma) – jeden z dwóch szczytów w masywie wulkanicznym w Cordillera Real (Andy Środkowe), w Boliwii, o wysokości 6 427 m n.p.m., co czyni go trzecim co do wysokości szczytem w tym kraju.
Ancohuma jest drugim co do wysokości szczytem masywu Cordillera Real, pierwszym jest Illampu (6368 m n.p.m.). Podczas wyprawy w Andy boliwijskie w latach 1898-1900 Martin Conway z dwoma przewodnikami, A. Maquignazem L. Pellissierem, dokonali pierwszego wejścia na Illampu, dwie próby zdobycia Ancohumy nie powiodły się. W trakcie tej drugiej doszli do szczeliny przecinającej ostatnie pole śnieżne pod szczytem, odległym o niecałe 100 metrów. Szczyt został zdobyty w roku 1919 przez Rudolfa Diensta i Adolfa Schulze.
Niektóre opracowania (w tej liczbie część polskich atlasów) podają wysokość Ancohumy równą 7014 m n.p.m., co czyniłoby Ancohumę najwyższym szczytem obu Ameryk, degradując Aconcaguę.

## Nazwa
Martin Conway w swojej relacji z wyprawy w Andy Środkowe posługuję się, obok Ancohuma, także nazwą Sorata, odnosząc je odpowiednio do masywu i jego najwyższego wierzchołka. Według niego określenie Sorata dotyczy całego masywu górskiego i pochodzi od nazwy miejscowości Sorata, leżącej u jego podnóża. Już w czasach przedkolumbijskich miano określać najwyższy szczyt w tym masywie imieniem Ancohuma, znaczącym «biała woda». Także nazwa niższego z nich, Illampu, ma być wywodzona od Inków i znaczyć tyle, co «z jego bratem». Conway wspomina też o kontrowersjach dotyczących pisownii obu nazw.